# Duff Cooper Prize
Il Duff Cooper Prize è un premio letterario britannico assegnato annualmente alla migliore opera di storia, biografia, scienza politica o poesia pubblicata in inglese o francese.
Istituito nel 1956 in memoria del politico britannico Duff Cooper, è amministrato dal New College di Oxford dove Cooper studiò agli inizi del '900.
Assegnato nella residenza dell'ambasciatore francese a Londra dal 2005 sponsor principale dell'evento è il produttore francese di champagne Pol Roger e dal 2013 la denominazione completa è "Pol Roger Duff Cooper Prize".
Ogni vincitore viene premiato con 5000 sterline, denaro originariamente proveniente da un fondo fiduciario istituito da amici e ammiratori di Duff Cooper.

## Albo d'oro[8]
- 1956 - Alan Moorehead, Gallipoli
- 1957 - Lawrence Durrell, Gli amari limoni di Cipro (Bitter Lemons)
- 1958 - John Betjeman, Collected Poems
- 1959 - Patrick Leigh Fermor Mani. Viaggi nel Peloponneso (Mani: Travels in the Southern Peloponnese)
- 1960 - Andrew Young Collected Poems
- 1961 - Jocelyn Baines Joseph Conrad: biografia critica (Joseph Conrad)
- 1962 - Michael Howard, The Franco-Prussian War
- 1963 - Aileen Ward, John Keats: The Making of a Poet
- 1964 - Ivan Morris, Il mondo del principe splendente (The World of the Shining Prince)
- 1965 - George D. Painter, Marcel Proust (Marcel Proust: a biography)
- 1966 - Nirad C. Chaudhuri, The Continent of Circe
- 1967 - J. A. Baker, Il falco pellegrino (The Peregrine)
- 1968 - Roy Fuller, New Poems
- 1969 - John Gross, The Man of Letters
- 1970 - Enid McLeod, Charles of Orleans
- 1971 - Geoffrey Grigson, Discoveries of Bones and Stones
- 1972 - Quentin Bell, Virginia Woolf
- 1973 - Robin Lane Fox, Alessandro Magno (Alexander the Great)
- 1974 - Jon Stallworthy, Wilfred Owen
- 1975 - Seamus Heaney, North
- 1976 - Denis Mack Smith, Le guerre del Duce (Mussolini's Roman Empire)
- 1977 - Eric Dodds, Missing Persons
- 1978 - Mark Girouard, Life in the English Country House
- 1979 - Geoffrey Hill, Tenebrae
- 1980 - Robert Bernard Martin, Tennyson, The Unquiet Heart
- 1981 - Victoria Glendinning, Edith Sitwell: A Unicorn Among the Lions
- 1982 - Richard Ellmann, James Joyce
- 1983 - Peter Porter, Collected Poems
- 1984 - Hilary Spurling, Ivy When Young: The Early Life of Ivy Compton-Burnett 1884 - 1919
- 1985 - Ann Thwaite, Edmund Gosse: A Literary Landscape, 1849-1928
- 1986 - Alan Crawford, C. R. Ashbee: Architect, Designer, and Romantic Socialist
- 1987 - Robert Hughes, La riva fatale. L'epopea della fondazione dell'Australia (The Fatal Shore)
- 1988 - Humphrey Carpenter, Ezra Pound: il grande fabbro della poesia moderna (A Serious Character: The Life of Ezra Pound)
- 1989 - Ian Gibson, Federico Garcia Lorca
- 1990 - Hugh Cecil e Mirabel Cecil, Clever Hearts: Desmond and Molly Maccarthy: A Biography
- 1991 - Ray Monk, Ludwig Wittgenstein. Il dovere del genio (Ludwig Wittgenstein: The Duty of Genius)
- 1992 - Peter Hennessy, Never Again: Britain, 1945-1951
- 1993 - John Keegan, La grande storia della guerra (A History of Warfare)
- 1994 - David Gilmour, Curzon: Imperial Statesman
- 1995 - Gitta Sereny, In lotta con la verità. La vita e i segreti di Albert Speer, amico e architetto di Hitler (Albert Speer: His Battle with Truth)
- 1996 - Diarmaid MacCulloch, Thomas Cranmer: A Life
- 1997 - James Buchan, Frozen Desire: An Inquiry into the Meaning of Money
- 1998 - Richard Holmes, Coleridge: Darker Reflections
- 1999 - Adam Hochschild, Gli spettri del Congo (The Phantoms of King Leopold)
- 2000 - Robert Skidelsky, John Maynard Keynes: Fighting for Britain, 1937–1946
- 2001 - Margaret MacMillan, Parigi 1919: sei mesi che cambiarono il mondo (Peacemakers: The Paris Peace Conference of 1919 and Its Attempt to End War)
- 2002 - Jane Ridley, The Architect and his Wife
- 2003 - Anne Applebaum, Gulag: storia dei campi di concentramento sovietici (Gulag: A History)
- 2004 - Mark Mazower, Salonicco, città di fantasmi. Cristiani, musulmani ed ebrei tra il 1430 e il 1950 (Salonica, City of Ghosts: Christians, Muslims and Jews, 1430-1950)
- 2005 - Maya Jasanoff, La Compagnia delle Indie: la prima multinazionale (Edge of Empire: Conquest and Collecting on the Eastern Frontiers of the British Empire)
- 2006 - William Dalrymple, L'assedio di Delhi. 1857. Lo scontro finale fra l'ultima dinastia Moghul e l'Impero britannico (The Last Mughal, The Fall of a Dynasty, Delhi 1857)
- 2007 - Graham Robb, The Discovery of France
- 2008 - Kai Bird et Martin J. Sherwin, Robert Oppenheimer, il padre della bomba atomica (American Prometheus: The Triumph and Tragedy of J. Robert Oppenheimer)
- 2009 - Robert Service, Trotski
- 2010 - Sarah Bakewell, Montaigne: l'arte di vivere (How to Live: A Life of Montaigne in One Question and Twenty Attempts at An Answer)
- 2011 - Robert Douglas-Fairhurst, Becoming Dickens: The Invention of a Novelist
- 2012 - Sue Prideaux, Strindberg: A Life
- 2013 - Lucy Hughes-Hallett, Gabriele d'Annunzio: l'uomo, il poeta, il sogno di una vita come opera d'arte (The Pike: Gabriele D'Annunzio, Poet, Seducer and Preacher of War)
- 2014 - Patrick McGuinness, Other People's Countries: A Journey into Memory
- 2015 - Ian Bostridge, Il viaggio d’inverno di Schubert: anatomia di un'ossessione (Schubert's Winter Journey: Anatomy of an Obsession)
- 2016 - Christopher de Hamel, Storia di dodici manoscritti (Meetings with Remarkable Manuscripts)
- 2017 - Anne Applebaum, La Grande Carestia. La guerra di Stalin all'Ucraina (Red Famine: Stalin's War on Ukraine)
- 2018 - Julian T. Jackson, De Gaulle
- 2019 - John Barton, A History of the Bible[9]
- 2020 - Judith Herrin, Ravenna[10]
- 2021 - Mark Mazower, The Greek Revolution: 1821 and the Making of Modern Europe[11]
- 2022 - Anna Keay, The Restless Republic: Britain without a crown[12]
- 2023 - Julian T. Jackson, France on Trial: The Case of Marshal Pétain[13]
- 2024 - Sue Prideaux, Wild Thing[14]